# Moreel pluralisme
Moreel pluralisme (ook wel ethisch pluralisme genoemd) is een meta-ethische theorie die stelt dat de verscheidenheid aan morele waarden, normen, idealen, plichten en deugden niet gereduceerd kan worden tot één morele superwaarde. Met die stelling is het moreel pluralisme de tegenhanger van het monisme, dat stelt dat alle morele waarden uiteindelijk tot één bron teruggebracht kunnen worden.